# Janina Rogozińska

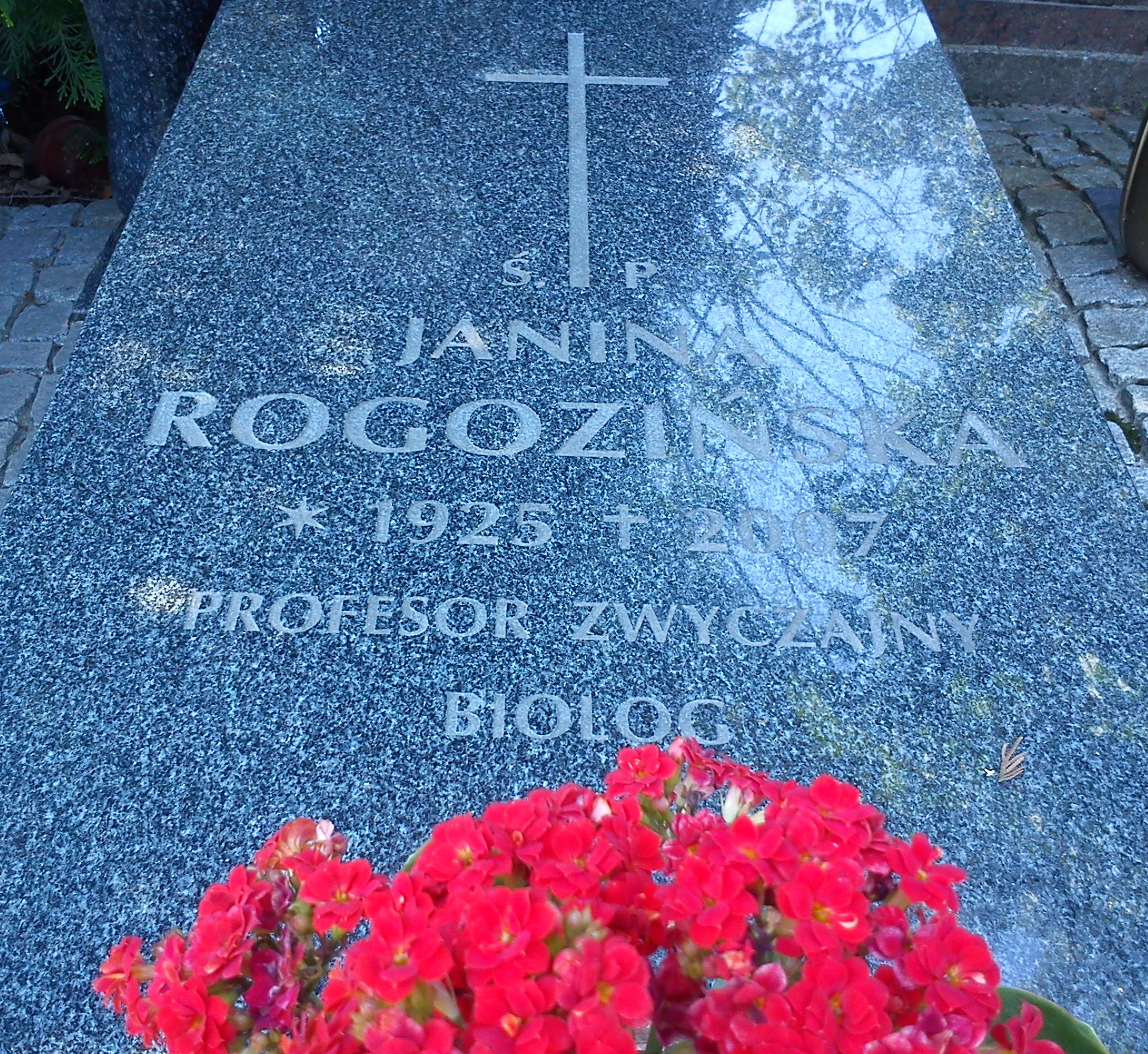
Grób na cmentarzu św. Jana Vianneya

Janina Rogozińska (ur. 25 listopada 1925 w Wolsztynie, zm. 11 sierpnia 2007) – polska uczona, botanik, profesor zwyczajny, specjalizująca się w fizjologii i badaniach in vitro roślin. Organizatorka i wieloletnia kierowniczka Katedry Fizjologii Roślin Wydziału Rolniczego Akademii Techniczno-Rolniczej w Bydgoszczy.

## Życiorys
Była córką Jana Rogozińskiego, wolsztyńskiego kupca, oraz Heleny z Waszkowiaków, wdowy po Karolu Kużdowiczu, który zginął podczas wojny w 1914 r. Miała dwóch przyrodnich braci: Alfonsa Kużdowicza, profesora genetyki roślin, oraz Czesława Kużdowicza, rolnika i pracownika Instytutu Fizjologii i Żywienia Zwierząt PAN w Jabłonnie. Miała ponadto dwie rodzone siostry, starszą Annę i młodszą Marylę.
W rodzinnym mieście ukończyła szkołę powszechną i gimnazjum o profilu matematyczno-fizycznym. W czasie II wojny światowej, jako nastolatka, pracowała fizycznie w wolsztyńskiej Holzbau Werke. Po zakończeniu wojny ukończyła liceum i, po nieudanym egzaminie na Uniwersytet Poznański, w 1948 roku została przyjęta na Wydział Biologii Uniwersytetu Mikołaja Kopernika w Toruniu.
W 1952 roku uzyskała tytuł magistra filozofii w zakresie botaniki, na podstawie pracy magisterskiej O zawiązywaniu się nasion u tataraku, napisanej pod kierunkiem profesora Jana Zabłockiego. Rozpoczęła pracę w Zakładzie Fizjologii Roślin Uniwersytetu Adama Mickiewicza w Poznaniu, kierowanym przez profesora Jerzego Czosnowskiego. W 1957 roku była stypendystką w pracowni kultur tkankowych profesora Rogera Gauthereta w Paryżu. Rok później uzyskała stopień doktora, na podstawie rozprawy Analiza wpływu substancji rakotwórczych na strukturę i biochemizm tkanek roślinnych hodowanych in vitro. W 1960 roku wyjechała na roczny staż do Instytutu Botanicznego na University of Texas w Austin. Jako przybysz zza „żelaznej kurtyny” i pierwsza polska stażystka, wzbudziła niejaką sensację. W 1961 roku rozpoczęła staż w Instytucie Botanicznym na University of Wisconsin w Madison, w pracowni profesora Folke K. Skooga, gdzie zaproponowano jej trzyletni etat naukowy (1961–1964).
Po powrocie do Polski, z powodu samowolnego przedłużenia pobytu w Stanach Zjednoczonych, nie przywrócono jej do pracy na Uniwersytecie w Poznaniu. Od 1965 roku pracowała w Instytucie Dendrologii PAN w Kórniku, gdzie zorganizowała pracownię kultur in vitro roślin drzewiastych i trzy lata później uzyskała stopień doktora habilitowanego, na podstawie rozprawy Badania nad naturalnymi cytokininami. W 1969 roku rozpoczęła pracę jako kierownik powstającego Zakładu Fizjologii Roślin w bydgoskiej filii poznańskiej Wyższej Szkoły Rolniczej, od następnego roku na stanowisku docenta. W 1974 roku Zakład został włączony w struktury Akademii Techniczno-Rolniczej w Bydgoszczy, zaś Janina Rogozińska objęła Katedrę Fizjologii Roślin Wydziału Rolniczego. W 1981 roku otrzymała tytuł profesora zwyczajnego.
W 1996 roku przeszła na emeryturę. Zmarła 11 sierpnia 2007 roku. Pochowana na cmentarzu św. Jana Vianneya w Poznaniu (kwatera św. Barbary-30-21).

## Działalność naukowa
W zakres jej zainteresowań naukowych wchodziły badania zależności pomiędzy strukturą chemiczną a aktywnością biologiczną naturalnych i syntetycznych cytokinin, udziału fitohormonów w procesach fizjologicznych czy metod pozyskiwania haploidów buraków cukrowego i pastewnego. Była propagatorką metod kultur in vitro. Opracowała metody rozmnażania klonalnego buraka, rzepaku, powojnika i kalanchoe. Jako pierwsza rozpoczęła badania nad mikrorozmnażaniem polskich odmian papryki.
Zainteresowania naukowe rozwijała i poszerzała podczas staży i wyjazdów zagranicznych. W 1957 roku przez kilka miesięcy przebywała na Sorbonie w pracowni kultur tkankowych profesora Rogera Gauthereta, czego efektem była rozprawa doktorska. Podczas rocznego stażu w 1960 r. na Uniwersytecie stanowym w Austin pracowała w zespole prof. W. G. Whaley, z którym opublikowała wspólny artykuł w Phytochemistry, co było wówczas znacznym osiągnięciem naukowym. Następne trzy lata spędziła współpracując z zespołem prof. Folke K. Skooga na Uniwersytecie stanowym w Madison (1961–1964), gdzie przyczyniła się do identyfikacji naturalnych cytokinin. W 1972 r. odbyła trzymiesięczny staż w Laboratorium Chemii Organicznej Uniwersytetu Państwowego w Utrechcie w Holandii.
Była członkiem Polskiego Towarzystwa Botanicznego (Oddział Poznański), Bydgoskiego Towarzystwa Naukowego, Federation of European Societes of Plant Physiology oraz International Association for Plant Tissue Culture.
Była autorką 67 prac oryginalnych, 19 artykułów i 20 komunikatów naukowych, recenzentką 88 publikacji i prac na stopień naukowy, promotorką 46 prac magisterskich, sześciu doktorskich oraz opiekunką jednej habilitacji. Wśród jej wychowanków była między innymi profesor Lucyna Drozdowska.

## Nagrody i odznaczenia
Przyznano jej odznaczenia:
- Złoty Krzyż Zasługi (1973),
- Krzyż Kawalerski Orderu Odrodzenia Polski (1985),
- Medal Komisji Edukacji Narodowej (1999),
- Odznaka Honorowa za zasługi dla rozwoju województwa bydgoskiego (1979).

## Wybrane publikacje
- J. Rogozińska. Hamujący wpływ o-aminoazotoluenu na wzrost bezliścieniowych zarodków rzodkiewki hodowanych in vitro. „Acta Soc. Bot. Pol.”. 27, s. 103–113, 1958.
- J. Rogozińska: Analiza wpływu substancji rakotwórczych na strukturę i biochemizm tkanek roślinnych hodowanych in vitro [rozprawa doktorska]. Poznań: Uniwersytet Adama Mickiewicza, 1958. Brak numerów stron w książce
- J. H. Rogozińska, J.P. Helgeson, F. Skoog. Tests for kinetin like growth promoting activities of triacanthine and its isomer, 6–(γ, γ-dimethylallylamino)-purine. „Physiol. Plantarum”. 17, s. 165–176, 1964.
- J. H. Rogozińska, P. A. Bryan, W. G. Whaley. Development changes in the distribution of carbohydrates in maize root apex. „Phytochemistry”. 4, s. 919–924, 1965.
- J. H. Rogozińska, A. B. Legocki. Cytokinins in the tRNA of pine buds. „Bull Acad. Polon. Sci. ser. Sci. Biol”. 17, s. 1–4, 1969.
- J. H. Rogozińska, C. Kroon, C. A. Salemink. Influence of alteration in the purine ring on biological activity of cytokinins. „Phytochemistry”. 12, s. 2087–2092, 1973.
- J. Rogozińska, U. Kotowska, M. Gośka. Rozmnażanie buraka pastewnego z hypokotyli poprzez kultury in vitro. „Hodowla Roślin, Aklim. Nasien.”. 23, s. 1–7, 1979.
- J. Rogozińska, M. Gośka. Indukcja organogenezy w korzeniach, hypokotylach i liścieniach buraka cukrowego w kulturach in vitro. „Zeszyty Naukowe ATR”. 108, Rolnictwo 16, s. 11–17, 1983.
- J. Rogozińska, S. Flasiński. The effect of nutrient, salt and osmotic stress on proline accumulation in oilseed rape plants. „Acta Physiol. Plant”. 9, s. 61–68, 1987.
- J. Rogozińska, L. Drozdowska. Rozmnażanie papryki poprzez kultury in vitro. „Ogrodnictwo”. 2, s. 17–18, 1989.